# Velký blázinec v malém hotelu
Velký blázinec v malém hotelu nebo Velké šílenství v malém hotelu (orig. Guest House Paradiso) je britská komedie Rika Mayalla a Adriana Edmondsona z roku 1999. Autoři ztvárnili rovněž hlavní role. Jedná se o film, který semi-oficiálně navazuje na seriál Bottom. Hlavní rozdíl je ve jménech hlavních postav – Mayallova postava se v seriálu jmenovala "Richard Richard", Edmondsonova "Edward Elizabeth Hitler". Ve filmu se jmenují "Richard Twat" a "Edward Elizabeth Ndingo-m'baba".
Film byl natočen na ostrově Wight.

## Děj
Richard Twat a Eddie Ndingo-m'baba vedou nejhorší hotel ve Spojeném království, který sousedí se špatně udržovanou jadernou elektrárnou (pravděpodobně narážka na Sellafield). Kuchař je idiotský opilec a ilegální imigrant, který neumí vařit a nakonec hotel opustí, protože nedostává plat. Hosté nejsou spokojeni se špatnými službami hotelu a všichni se vždy rozhodnou hotel opustit s výjimkou paní Foxfurové, která v hotelu bydlí.
S hotelem a životy Richarda a Eddieho to vypadá špatně. Naděje se objevuje s příjezdem rodiny Niceových. Kromě nich přijede také slavná italská herečka Gina Carbonara, která se v hotelu schovává před svým snoubencem Ginem Bolognesem a před novináři. Gino ji tam ale nakonec najde, protože Richard a Eddie její přítomnost v hotelu prozradili, aby nalákali více hostů.
Richard později najde nějaké ryby, které spadly z vojenského nákladního auta. To odjíždělo od jaderné elektrárny. Richard ani Eddie si neuvědomí, že jsou ryby nakaženy radiací, dokud jimi nenakrmí hosty. Po několika hodinách hosté zvrací obrovské množství zelené tekutiny. Zvrací všichni kromě Giny Carbonara. Ta jediná rybu nejedla. Ve zmatku Ginin násilnický snoubenec propadne oknem pod návalem zvratků a skončí v moři.
Do hotelu přijedou vládní úředníci, aby incident ututlali. Eddie, Richard a Gina dostanou deset milionů liber, letenky první třídy do Karibiku a nové totožnosti na oplátku za to, že budou mlčet. Všichni nabídku přijmou a směřují do Karibiku.

## Obsazení
| Rik Mayall       | Richard Twat                  |
| Adrian Edmondson | Eddie Elizabeth Ndingo-m'baba |
| Vincent Cassel   | Gino Bolognese                |
| Hélène Mahieu    | Gina Carbonara                |
| Bill Nighy       | pan Johnson                   |
| Simon Pegg       | pan Nice                      |
| Fenella Fielding | paní Foxfurová                |
| Lisa Palfrey     | paní Niceová                  |
| Kate Ashfield    | paní Hardyová                 |
| Steve O'Donnell  | kuchař                        |
| James D'Arcy     | mladý ženich                  |
| Kate Loustau     | mladá nevěsta                 |
| Joseph Hughes    | Damien Nice                   |
| Jessica Mann     | Charlene Niceová              |